# Salvador Cristau Coll
Salvador Cristau Coll (Barcelona, 15 de abril de 1950) es un abogado, profesor católico español. Es el 2.do obispo de Terrassa. Fue obispo auxiliar de la misma diócesis, entre 2010 a 2021.

## Biografía

### Primeros años y formación
Nació en Barcelona, el 15 de abril de 1950.
Después de realizar sus estudios primarios y secundarios en el colegio Jesuita del Sagrado Corazón Encarnación y en el colegio de los Hermanos Maristas situado en el paseo de San Juan, inició sus estudios de Derecho en la Universidad de Barcelona, donde obtuvo una licenciatura en 1972.
En 1976, ingresó en el Seminario Mayor de Toledo.
Es licenciado en Estudios eclesiásticos por la Facultad de Teología del Norte de España en Burgos.

### Sacerdocio
Fue ordenado sacerdote para la archidiócesis primada el 12 de octubre de 1980, en la catedral de Santa María, por el entonces cardenal-arzobispo metropolitano Marcelo González Martín.

#### Toledo
Fue nombrado vicario de la parroquia de los Santos Justo y Pastor y notario del Tribunal Eclesiástico de Toledo.
En 1984 pasó a ser el administrador parroquial de la parroquia de Santa Leocadia y formador del Centro de Vocaciones Adultas.

#### Barcelona
Un año más tarde fue incardinado en la archidiócesis de Barcelona y allí comenzó como vicario de la parroquia de San Vicente en Mollet del Vallès. En 1989 fue oficial de la curia de Barcelona y en 1990, vicario de la parroquia de Santa María de Montserrat de los Españoles.
En 1991 pasó a formar parte del equipo de formadores del Seminario Conciliar de Barcelona, en el cual ejerció de vicerrector en 1994 y de director espiritual en 1997. Ese mismo año fue adscrito en la parroquia de Corpus Christi y en 1998 fue delegado episcopal para las cuestiones administrativas matrimoniales en la vicaría general del arzobispado y rector de la Basílica de Nuestra Señora de la Merced y San Miguel Arcángel.
En 1999 fue administrador parroquial de la parroquia de San Jaime Apóstol, compaginando esta labor con la basílica de la Merced y en 2000 fue promotor de justicia, secretario general y canciller del arzobispado.
En 2001 fue arcipreste del arciprestazgo de la catedral de la Santa Cruz y Santa Eulalia de Barcelona.

#### Terrassa
Con la creación de las nuevas diócesis de San Felíu de Llobregat y  de Tarrasa el 15 de junio de 2004, fue presbítero y el primer secretario general de ambas, hasta que el 1 de septiembre fue elegido rector de la catedral del Espíritu Santo de Tarrasa y el 29 del mismo mes, vicario general.
Desde 2005 es miembro del Consejo Presbiteral, del Diocesano de Pastoral y del Colegio de Consultores.
En 2006, al ser creado el Seminario Mayor Diocesano de Tarrasa, fue nombrado rector del mismo y en 2008 fue delegado episcopal de Pastoral Vocacional y administrador parroquial de la parroquia de Sant Cebrià de Valldoreix, situada en el municipio de San Cugat del Vallés en el que se encuentra ubicado el seminario.

### Episcopado
Obispo auxiliar de Tarrasa
El 18 de mayo de 2010, el papa Benedicto XVI lo nombró obispo titular de Algeciras y obispo auxiliar de Tarrasa.
Recibió la consagración episcopal el 26 de junio, de manos del obispo diocesano José Ángel Saiz Meneses y de los coconsagrantes, el nuncio apostólico en España y Andorra, Renzo Fratini, y el arzobispo de Barcelona,  Lluís Martínez Sistach.
Como obispo auxiliar de Terrasa tuvo los siguientes cargos:
- Miembro de la Comisión Episcopal de Patrimonio Cultural en la CEE, (2011-2014).
- Miembro de la Comisión Episcopal de Seminarios y Universidades en la CEE, (2010-2020).

El 15 de junio de 2021 fue elegido administrador diocesano "sede vacante" de Tarrasa, por el colegio de consultores.
Obispo de Tarrasa
El 3 de diciembre de 2021 fue nombrado obispo de Tarrasa. Tomó posesión canónica el 5 de febrero de 2022, en la catedral.
En la CEE es miembro de la Comisión Episcopal para el Clero y Seminarios, desde marzo de 2020.
También es el obispo presidente del Secretariado Interdiocesano de Pastoral de la Salud de las diócesis de Cataluña.